# Tony Award/Bestes Kostümdesign
Der Tony Award for Best Costume Design in a Play (deutsch: Tony Award für das beste Kostümdesign in einem Theaterstück) ist ein US-amerikanischer Theater- und Musicalpreis, der erstmals 1961 verliehen wurde.

## Geschichte und Hintergrund
Die Tony Awards werden seit 1947 jährlich in zahlreichen Kategorien von circa 700 Juroren vergeben, die sich aus der Unterhaltungsbranche und Presse der Vereinigten Staaten rekrutieren. Eine dieser Kategorien ist der Tony Award for Best Costume Design in a Play, der erstmals 1961 vergeben wurde. Von 1947 bis 1960 und 1962 bis 2004 wurden sowohl Theaterstücke als auch Musicals gemeinsam in der Kategorie Tony Award/Best Costume Design ausgezeichnet.

## Gewinner und Nominierte
Die Übersicht der Gewinner und Nominierten listet pro Jahr die nominierten Kostümbildner und die jeweiligen Theaterstücke. Der Gewinner eines Jahres ist grau unterlegt angezeigt.

### 1961
| Jahr                        | Kostümbildner        | Theaterstück | Deutscher Titel |
| --------------------------- | -------------------- | ------------ | --------------- |
| 1961                        |                      |              |                 |
| Motley Theatre Design Group | Becket               |              |                 |
| Theoni V. Aldredge          | The Devil's Advocate |              |                 |
| Raymond Sovey               | All the Way Home     |              |                 |

### 2005–2009
| Jahr                     | Kostümbildner                   | Theaterstück                      | Deutscher Titel |
| ------------------------ | ------------------------------- | --------------------------------- | --------------- |
| 2005                     |                                 |                                   |                 |
| Jess Goldstein           | The Rivals                      |                                   |                 |
| Jane Greenwood           | Who's Afraid of Virginia Woolf? | Wer hat Angst vor Virginia Woolf? |                 |
| William Ivey Long        | A Streetcar Named Desire        | Endstation Sehnsucht              |                 |
| Constanza Romero         | Gem of the Ocean                |                                   |                 |
| 2006                     |                                 |                                   |                 |
| Catherine Zuber          | Awake and Sing!                 |                                   |                 |
| Michael Krass            | The Constant Wife               |                                   |                 |
| Santo Loquasto           | A Touch of the Poet             |                                   |                 |
| Catherine Zuber          | Seascape                        |                                   |                 |
| 2007                     |                                 |                                   |                 |
| Catherine Zuber          | The Coast of Utopia             |                                   |                 |
| Ti Green and Melly Still | Coram Boy                       |                                   |                 |
| Jane Greenwood           | Heartbreak House                |                                   |                 |
| Santo Loquasto           | Inherit the Wind                |                                   |                 |
| 2008                     |                                 |                                   |                 |
| Katrina Lindsay          | Les Liaisons Dangereuses        |                                   |                 |
| Gregory Gale             | Cyrano de Bergerac              |                                   |                 |
| Rob Howell               | Boeing-Boeing                   |                                   |                 |
| Peter McKintosh          | The 39 Steps                    |                                   |                 |
| 2009                     |                                 |                                   |                 |
| Anthony Ward             | Mary Stuart                     | Maria Stuart                      |                 |
| Dale Ferguson            | Exit the King                   |                                   |                 |
| Jane Greenwood           | Waiting for Godot               | Warten auf Godot                  |                 |
| Martin Pakledinaz        | Blithe Spirit                   |                                   |                 |

### 2010–2019
| Jahr              | Kostümbildner                           | Theaterstück                           | Deutscher Titel |
| ----------------- | --------------------------------------- | -------------------------------------- | --------------- |
| 2010              |                                         |                                        |                 |
| Catherine Zuber   | The Royal Family                        |                                        |                 |
| Martin Pakledinaz | Lend Me a Tenor                         | Otello darf nicht platzen              |                 |
| Constanza Romero  | Fences                                  |                                        |                 |
| David Zinn        | In the Next Room (or The Vibrator Play) |                                        |                 |
| 2011              |                                         |                                        |                 |
| Desmond Heeley    | The Importance of Being Earnest         | Ernst sein ist alles oder Bunbury      |                 |
| Jess Goldstein    | The Merchant of Venice                  | Der Kaufmann von Venedig               |                 |
| Mark Thompson     | La Bête                                 |                                        |                 |
| Catherine Zuber   | Born Yesterday                          |                                        |                 |
| 2012              |                                         |                                        |                 |
| Paloma Young      | Peter and the Starcatcher               |                                        |                 |
| William Ivey Long | Don't Dress for Dinner                  |                                        |                 |
| Paul Tazewell     | A Streetcar Named Desire                | Endstation Sehnsucht                   |                 |
| Mark Thompson     | One Man, Two Guvnors                    |                                        |                 |
| 2013              |                                         |                                        |                 |
| Ann Roth          | The Nance                               |                                        |                 |
| Soutra Gilmour    | Cyrano de Bergerac                      | Cyrano de Bergerac                     |                 |
| Albert Wolsky     | The Heiress                             |                                        |                 |
| Catherine Zuber   | Golden Boy                              |                                        |                 |
| 2014              |                                         |                                        |                 |
| Jenny Tiramani    | Twelfth Night                           | Was ihr wollt                          |                 |
| Jane Greenwood    | Act One                                 |                                        |                 |
| Michael Krass     | Machinal                                |                                        |                 |
| Rita Ryack        | Casa Valentina                          | Casa Valentina                         |                 |
| 2015              |                                         |                                        |                 |
| Christopher Oram  | Wolf Hall Parts One & Two               |                                        |                 |
| Bob Crowley       | The Audience                            |                                        |                 |
| Jane Greenwood    | You Can't Take It with You              |                                        |                 |
| David Zinn        | Airline Highway                         |                                        |                 |
| 2016              |                                         |                                        |                 |
| Clint Ramos       | Eclipsed                                |                                        |                 |
| Jane Greenwood    | Long Day's Journey into Night           | Eines langen Tages Reise in die Nacht  |                 |
| Michael Krass     | Noises Off                              |                                        |                 |
| Tom Scutt         | King Charles III                        |                                        |                 |
| 2017              |                                         |                                        |                 |
| Jane Greenwood    | The Little Foxes                        |                                        |                 |
| Susan Hilferty    | Present Laughter                        |                                        |                 |
| Toni-Leslie James | Jitney                                  |                                        |                 |
| David Zinn        | A Doll's House, Part 2                  |                                        |                 |
| 2018              |                                         |                                        |                 |
| Katrina Lindsay   | Harry Potter and the Cursed Child       | Harry Potter und das verwunschene Kind |                 |
| Jonathan Fensom   | Farinelli and the King                  |                                        |                 |
| Nicky Gillibrand  | Angels in America                       |                                        |                 |
| Ann Roth          | Three Tall Women                        |                                        |                 |
| Ann Roth          | The Iceman Cometh                       |                                        |                 |
| 2019              |                                         |                                        |                 |
| Rob Howell        | The Ferryman                            |                                        |                 |
| Toni-Leslie James | Bernhardt/Hamlet                        |                                        |                 |
| Clint Ramos       | Torch Song                              |                                        |                 |
| Ann Roth          | To Kill a Mockingbird                   |                                        |                 |
| Ann Roth          | Gary: A Sequel to Titus Andronicus      |                                        |                 |

### 2020–2021
| Jahr                                      | Kostümbildner                                                            | Theaterstück                       | Deutscher Titel |
| ----------------------------------------- | ------------------------------------------------------------------------ | ---------------------------------- | --------------- |
| 2020/2021                                 |                                                                          |                                    |                 |
| Rob Howell                                | A Christmas Carol                                                        |                                    |                 |
| Dede Ayite                                | Slave Play                                                               |                                    |                 |
| Dede Ayite                                | A Soldier's Play                                                         |                                    |                 |
| Bob Crowley                               | The Inheritance                                                          |                                    |                 |
| Clint Ramos                               | The Rose Tattoo                                                          | Die tätowierte Rose                |                 |
| 2022                                      |                                                                          |                                    |                 |
| Montana Levi Blanco                       | The Skin of Our Teeth                                                    | Wir sind noch einmal davongekommen |                 |
| Sarafina Bush                             | for colored girls who have considered suicide / when the rainbow is enuf |                                    |                 |
| Emilio Sosa                               | Trouble in Mind                                                          |                                    |                 |
| Jane Greenwood                            | Plaza Suite                                                              |                                    |                 |
| Jennifer Moeller                          | Clyde's                                                                  |                                    |                 |
| 2023                                      |                                                                          |                                    |                 |
| Brigitte Reiffenstuel                     | Leopoldstadt                                                             |                                    |                 |
| Nick Barnes, Finn Caldwell und Tim Hatley | Life of Pi                                                               |                                    |                 |
| Dominique Fawn Hill                       | Fat Ham                                                                  |                                    |                 |
| Emilio Sosa                               | Ain’t No Mo’                                                             |                                    |                 |
| Emilio Sosa                               | Good Night, Oscar                                                        |                                    |                 |
| 2024                                      |                                                                          |                                    |                 |
| Dede Ayite                                | Jaja’s African Hair Braiding                                             |                                    |                 |
| Dede Ayite                                | Appropriate                                                              |                                    |                 |
| Enver Chakartash                          | Stereophonic                                                             |                                    |                 |
| Emilio Sosa                               | Purlie Victorious: A Non-Confederate Romp through the Cotton Patch       |                                    |                 |
| David Zinn                                | An Enemy of the People                                                   | Ein Volksfeind                     |                 |

## Statistiken
- Mehrfache Gewinner
  - 3 Gewinne: Catherine Zuber
  - 2 Gewinne: Katrina Lindsay
- Mehrfache Nominierungen
  - 7 Nominierungen: Jane Greenwood
  - 6 Nominierungen: Catherine Zuber
  - 5 Nominierungen: Ann Roth
  - 3 Nominierungen: Rob Howell, Michael Krass, Clint Ramos und David Zinn
  - 2 Nominierungen: Dede Ayite, Bob Crowley, Jess Goldstein, Toni-Leslie James, Katrina Lindsay, William Ivey Long, Santo Loquasto, Martin Pakledinaz, Constanza Romero und Mark Thompson